# Genoveva Marsal Santamaría
Genoveva Marsal Santamaría (Carlet, Ribera Alta, 3 de gener de 1896 - Alcalà de Xivert, Baix Maestrat, 14 d'octubre de 1932) fou una republicana valenciana.

## Biografia
Fou la fundadora i primera presidenta de l'Agrupació Radical Femenina d'Alcalà de Xivert. Al llarg de la seva experiència, Genoveva va fer possible reunir en l'organització més de tres-centes dones republicanes, en un poble al voltant dels 5.500 habitants. Entre les activitats que portaren a terme cal destacar el cicle de conferències amb caràcter cultural i feminista, on esperaven comptar amb diputades com Victòria Kent i Margarita Nelken.
Com a laica i persona molt crítica amb l'església, defensava una societat organitzada aconfessionalment. En nombroses voltes va denunciar les autoritats polítiques per les vulneracions constitucionals del clergat del poble, per fer contínues manifestacions públiques del culte catòlic sense autorització del govern republicà. També van ser moltes les ocasions mitjançant discursos, manifestos i articles en la premsa que va assenyalar el fanatisme catòlic, culpable en gran part de la ignorància de les dones. Cal destacar algunes de les seves valentes frases: "Els capellans són una espècie d'escarabats que sols actuen en l'obscuritat, els seus actes són iguals als que cometen els delinqüents, que fugen de la presència de la llum. Per això han sigut, són i seran enemics de la Il·lustració. […] Si viuen en aquesta terra no és per engrandir-la sinó per explotar-la i saquejar-la en benefici de les arques de Roma. Per això menteixen també en evocar el nom d'una pàtria, la bandera tricolor a la qual insulten i escarneixen a tota hora. ¡Família! Esta sagrada paraula, en boca dels qui funden la major virtut en el claustre i en el celibat, és el major dels sarcasmes. ¿Salvadors de la família eixos que abandonen als pares i no tenen fills, i si els tenen no els reconeixen? ¡Eixos no volen a la família, sinó la seva esclavitud per alçar una volta més el tron de totes les impudícies, de tots els apetits i de tots els crims!". Amb motiu d'aquestes paraules en un de seus discursos en un míting republicà, va ser insultada.
Va contraure matrimoni amb el mestre Francisco Fuertes Antonino, el 20 d'octubre de 1919. Als 36 anys, en donar a llum el seu sisè fill, va morir l'octubre de 1932. Unes de les seues darreres paraules van ser: "Vull que el xiquet es diga Julio, com mon pare; de ser xiqueta li haguera posat Fraternitat".